# Oswald Spengler
Oswald Spengler (Blankenburg, 29 de mayo de 1880-Múnich, 8 de mayo de 1936) fue un filósofo e historiador alemán, cuyos intereses incluían las matemáticas, la ciencia y el arte y las relaciones de éstas con su teoría orgánica de la historia.  Es recordado principalmente por La decadencia de Occidente (Der Untergang des Abendlandes), publicada en dos volúmenes, en 1918 y 1922 respectivamente, que analiza la historia mundial. El modelo histórico de Spengler postula que las culturas y civilizaciones humanas son similares a las entidades biológicas, cada una con una esperanza de vida limitada y un ciclo de vida predecible y determinístico.
Spengler predijo que alrededor del año 2000 la Civilización occidental entraría en el estado de emergencia previo a la muerte, lo que haría necesaria la aparición del cesarismo (la omnipotencia extraconstitucional, y por tanto antidemocrática, de la rama ejecutiva del gobierno central) durante doscientos años, antes del colapso final de la civilización occidental.
De ideología nacionalista, antidemocrática y un prominente miembro del movimiento revolucionario conservador alemán de entreguerras, criticó en consecuencia al nazismo debido a sus elementos racialistas excesivos. Veía a Benito Mussolini, así como a grandes emprendedores industriales como el magnate minero Cecil Rhodes, como ejemplos de los césares inminentes de la cultura occidental, a pesar de su fuerte crítica a las aventuras imperiales de Mussolini.
Predijo además varios acontecimientos importantes de su época, e influyó notablemente a otros historiadores como Franz Borkenau y, especialmente, al británico Arnold J. Toynbee, y otros sucesores, incluyendo a Francis Parker Yockey, Carroll Quigley, y Samuel P. Huntington. John Calvert señala que la crítica de Spengler a Occidente es popular entre los islamistas.

## Biografía
Hijo de Bernhard Spengler y de Pauline Grantzow, fue el mayor de cuatro hermanos y pasó una infancia marcada por las cefaleas y las crisis de ansiedad. En 1891, la familia dejó Blankenburg para instalarse en Halle, donde Spengler frecuentó las clases de latín de la Fundación Francke. Como consideraba la educación normal anquilosante, procuró formarse como un autodidacta[cita requerida] y se examinó de bachillerato en 1899. Descartado del servicio militar por insuficiencia cardiaca, estudió matemáticas, ciencias naturales y filosofía en las universidades de Halle, Múnich y Berlín. Se doctoró en filosofía con la tesis Fundamentos metafísicos de la filosofía de Heráclito (Die metaphysische Grundgedanke der Heraklitischen Philosophie) bajo la dirección de Alois Riegl; esta tesis, rechazada en primera instancia en 1903, fue finalmente presentada en Halle el 6 de abril de 1904. Ese mismo año empezó a trabajar como profesor de ciencias en un instituto por concurso. En su disertación para este puesto, El desarrollo de los órganos de la vista entre las principales especies animales (Die Entwicklung des Sehorgans bei den Hauptstufen des Tierreiches), anuncia una constante de su pensamiento, expresa en sus obras El hombre y la técnica (Der Mensch und die Technik, 1931) y en sus Cuestiones sobre los orígenes (Urfragen) póstumas. Fundamentalmente, su imaginario está marcado, al margen de por el pietismo de la Fundación Francke y de su formación científica, por el darwinismo de Ernst Haeckel, el ficcionalismo de Hans Vaihinger (Filosofía del "como si...") y, sobre todo, por la crítica de la cultura ejercida por Friedrich Nietzsche, reducida a las claves «decadencia» y «voluntad de poder» (por no mencionar su veneración por la obra de Goethe, que colocará durante toda su vida en la cumbre de la cultura occidental).
Tras un año de seminario profesional, ejerció como profesor interino antes de obtener en 1908 una plaza de profesor titular en Hamburgo. Pero la enseñanza no le convencía: «La simple visión de los muros del instituto provocaba en mí una depresión nerviosa». Una pequeña herencia a la muerte de su madre permitió a Spengler retirarse de la enseñanza y establecerse a partir de 1911 en Múnich como escritor a tiempo completo. Allí colaboró en diversos periódicos mientras trabajaba en la redacción del ensayo La decadencia de Occidente. Bosquejo de una morfología de la historia universal, por el que es generalmente recordado. Apareció en dos volúmenes (1918 y 1922) y le valió una celebridad inmediata, desencadenando debates y polémicas sin fin tanto en medios científicos como literarios. Entre las fuentes de inspiración de este libro el propio autor menciona la crisis de Agadir (primero de julio de 1911), en el curso de la cual la cañonera Pantera fue enviada por el estado mayor alemán al puerto de Agadir en Marruecos; las bravuconadas de los militares se saldaron al final con un fiasco diplomático para Alemania. Spengler vio en este hecho la señal de que el mundo marchaba hacia una guerra mundial y una señal de crisis para Alemania. La filosofía política de Spengler está enteramente poseída por la idea de que Occidente se encuentra abocado a una lucha sin piedad por el dominio del mundo. Entre 1914 y 1917, Spengler escribió dos cartas abiertas no fechadas de las que no quedan sino fragmentos. Una a Guillermo II, otra a la nobleza alemana. Al emperador Guillermo II le aboga por una reconciliación entre conservadores y socialistas, entre los cuales él puede "cerrar el istmo" para mayor beneficio del «Imperium Germanicum»: en esto se muestra favorable al régimen parlamentario. En cuanto a la nobleza, la invita a seleccionar a sus mejores naturalezas para la educación y la disciplina.
Con la caída de Alemania en 1918, Spengler se vuelve un adversario declarado de la democracia y expone estas convicciones en sus manifiestos Prusianismo y socialismo (1919) o La regeneración del Imperio Alemán (1924). Spengler llama a la dictadura a que ponga fin a la República de Weimar y afronte con éxito los grandes problemas de la política interior y exterior, en especial en la era de la guerra de aniquilación. (cf. Decadencia de Occidente, III, tabla «correspondencias de épocas políticas»). Sus ideas tuvieron gran influencia en el Movimiento Revolucionario Conservador de Alemania. Desde este punto de vista, Hitler no le parece reunir las cualidades requeridas: la actitud de Spengler hacia los nazis fluctuará largamente, antes de que rechace todo acuerdo con la República de Weimar. Cuenta entre sus amigos con los industriales Paul Reusch y Albert Vögler, que le ayudan financieramente, así como del poeta Adolf Weigel (que usaba el seudónimo de Droem Ernst), con el que visitó Praga.
En los años veinte dirigió los Archivos Nietzsche e intentó entrar en política. En 1922, con el empresario periodístico Nikolaus Cossmann, el universitario nacionalista Martin Spahn y el industrial Albert Vögler ya mencionado, intentó mantener un cartel nacionalista, pero la empresa se vino abajo por falta de subsidios.
El 14 de junio de 1933 Spengler fue propuesto para ocupar una plaza en la Universidad de Leipzig, pero la rehusó como ya había rehusado la que le ofrecieron en la de Gotinga en 1919. Se reencontró con Adolfo Hitler en Bayreuth el 25 de julio siguiente. En su Años decisivos, aparecido en Alemania el 18 de agosto de 1933, Spengler toma distancia clara con el canciller del Reich y el nacional-socialismo elogiando sin embargo el fascismo a la manera de Benito Mussolini. En el historicismo de Spengler, el Duce es parangón del cesarismo, el prototipo del César que se levantará del Occidente en ruinas para reinar en la Era de la civilización avanzada por analogía a los césares de la antigüedad. No obstante su admiración inicial, la actitud delirante de Mussolini terminó exasperando a Spengler. El libro fue sin embargo autorizado por la censura del III Reich, no sin una breve campaña de prensa en contra orquestada por Joseph Goebbels, quien buscaba sobre todo reconciliarse con Spengler. Sólo cuando este se negó a redactar un artículo (para la prensa) apoyando a los nazis en las inminentes elecciones, se le censuró por completo. Los ideólogos conservadores que apoyaron a los fascistas contra la República de Weimar detentaban una ideología que ellos no podían asumir. La ruptura definitiva de Spengler con los nazis vino a consecuencia del golpe interno contra la SA que sirvió de pretexto a Hitler para eliminar físicamente a Ernst Röhm en la Noche de los cuchillos largos el 30 de junio de 1934. Gregor Strasser, uno de los amigos políticos de Spengler, fue una de las víctimas, pero fue el asesinato del crítico musical Willi Schmid, confundido por las SS con el oficial SA Wilhelm Schmidt, lo que soliviantó más a Spengler, quien compuso su elogio fúnebre (poema «A la memoria de Willi Schmid», publicado en 1935 en la antología Reden und Aufsätze), una señal de coraje y audacia en esas circunstancias.
En sus últimos años, Spengler se consagró al inventario de las cuestiones científicas en las cuales las grandes civilizaciones se enfrentaron como partes integrantes de una historia universal. Paralelamente escribió bajo el acrónimo «DiG» (Deutschland in Gefahr, «Alemania en peligro»), notas para el segundo tomo de los Años decisivos, en los cuales terminó de rendir cuentas contra el nacional-socialismo y el bolchevismo, doctrina que había designado ya como el más grande de todos los fraudes políticos. Reafirmó sin embargo su admiración por Mussolini. En octubre de 1935 se retiró de sus funciones de administrador del Archivo Nietzsche para denunciar la nueva interpretación de la obra del filósofo por la propaganda nazi. Murió en la noche del 7 al 8 de mayo de 1936 de ataque cardiaco en su apartamento muniqués. Su muerte prematura dio crédito a la hipótesis de un asesinato político. Está sepultado en el Cementerio Norte de Múnich (sección 125, lote número 2).

## Pensamiento

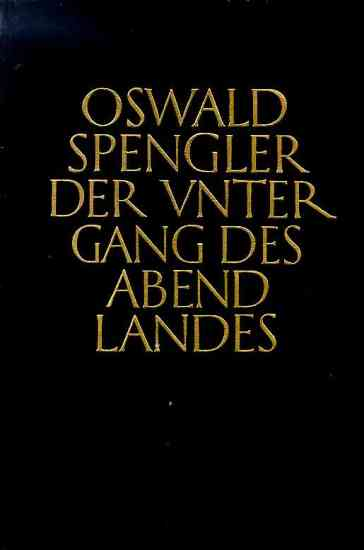
Der Untergang des Abendlandes

En su ensayo La decadencia de Occidente (1.er volumen 1918 y 2.º volumen 1923) pretendía llevar a cabo un estudio de las formas subyacentes a los acontecimientos concretos, de la macroestructura dentro de la cual fluyen todos los acontecimientos históricos particulares. Spengler presentaba la historia universal como un conjunto de culturas (Antigua o Apolínea, Egipcia, India, Babilónica, China, Mexicana, Occidental o Fáustica) que se desarrollaban independientemente unas de otras —como cuerpos individuales— pasando a través de un ciclo vital compuesto por cuatro etapas: Juventud, Crecimiento, Florecimiento y Decadencia, como el ciclo vital de un ser vivo, que tiene un comienzo y un fin determinados. Además, cada una de las etapas que conformaban el ciclo vital de una cultura presentaba, según el esquema spengleriano, una serie de rasgos distintivos que se manifestaban en todas las culturas por igual enmarcando los acontecimientos particulares. Con base en este esquema y aplicando un método que él llamó la “morfología comparativa de las culturas”, Spengler proclamó que la cultura Occidental se encontraba en su etapa final, es decir, la decadencia, y afirmó que era posible predecir los hechos por venir en la historia del Occidente.
Spengler toma de la tradición romántica de Goethe y Nietzsche (también Schopenhauer) la afirmación del ser originario como vida. Todo es esencialmente ser "orgánico": la naturaleza, el individuo y, primordialmente, la historia. Este ser originario no se conoce a través de la reflexión o el entendimiento, sino a través de la experiencia intima, la vivencia (acercándose a San Agustín y alejándose de Kant). El ser de la vida es el tiempo y su expresión el "destino", tanto individual como colectivo. El organismo vivo de la historia es la cultura, que en su madurar se torna civilización que camina ya hacia su destino final: la muerte.
Frente a este idealismo y romanticismo, Spengler opone un realismo y materialismo que integra en su visión. El ser de la vida es puro "producir" que al realizarse deviene "lo producido". La naturaleza, y el espacio como su intima categoría, es la superficie donde se realiza y se hace efectivo el ser interior y profundo de la vida. Este ser exterior es justamente el que conoce la racionalidad científica, aplicando el método matemático capaz de desentrañar la ley causal. Así, en la propia historia también encontramos "naturaleza": los hechos, el acontecer, los objetos, la cronología, son todos ellos fenómenos históricos "muertos", mecánicos. Bajo esta superficie es donde se encuentra la estructura de la vida que puede llevarnos a la comprensión de cualquier cultura.

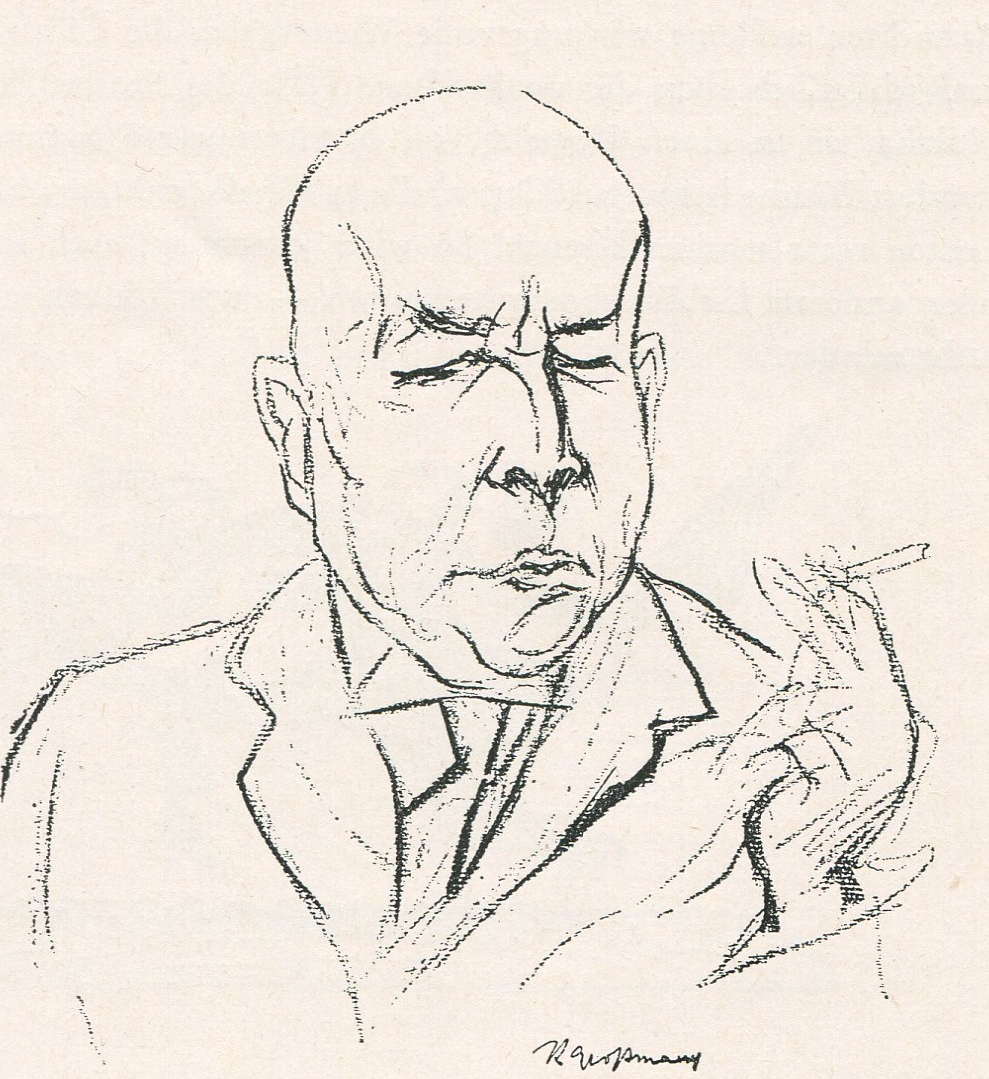
Caricatura de Spengler por Rudolf Grossmann (1922).

Los pares de categorías de la filosofía de Spengler son: historia/naturaleza; tiempo/espacio; producir/lo producido; interior/exterior; destino/causalidad; etc. Debemos tomar las primeras categorías de estas dualidades como las fundamentales y originarias, siendo las segundas solo derivadas y explicadas por las otras.
Es Spengler un filósofo de corte idealista, donde el individuo tiene siempre una importancia mayor que el grupo o la clase. Asimismo, no siendo racional e igualitario el acceso al conocimiento, afirma cierto elitismo del saber, donde solo los grandes genios acceden al valor de la vida, superando el miedo a la muerte y afrontando el propio destino. Además, junto a un romanticismo excesivo se muestra un realismo que justifica lo fáctico desde lo ideológico; belicismo, grandeza de Alemania, etc. A pesar de ello, Spengler maneja con gran originalidad múltiples y amplios datos del conjunto de la historia que resultan fundamentales en su esfuerzo por enlazarlos y comprenderlos intrínsecamente.
Spengler, gran experto en la filosofía de Heráclito, basa su idea del isomorfismo en los estudios naturalistas de Goethe. A partir de ellos concibe un orden natural intrínseco a cualquier sistema dado, orden que debe cumplir obligatoriamente a lo largo de su desarrollo y manifestación. Como este orden o forma es generalizable a todos los niveles de la realidad, la cumplen desde las plantas en su crecimiento hasta las civilizaciones, pasando por el Cosmos mismo. Es así como acuña el concepto de "isomorfismo" aplicado al ámbito de la realidad social y la historia.
Como conclusión a su estudio de Heráclito, Spengler sostiene que la vida humana y la historia de la humanidad son una lucha constante entre la estabilidad y la movilidad, entre estados y procesos.

## Influencia y actualidad
Spengler, pese a lo poco citado que resulta en los círculos académicos, es una influencia constante en el siglo XX. Entre otros, determinó los escritos de Georg Henrik von Wright sobre la sociedad. En Chile influenció a destacados intelectuales nacionalistas, entre ellos Alberto Edwards, Carlos Keller, Mario Góngora y Erwin Robertson. También fue influencia nodal en Francis Parker Yockey, quien escribió Imperium. La filosofía de la Historia y la Política a modo de secuela de La decadencia de Occidente. Yockey llamó a Spengler "El filósofo del siglo XX".[cita requerida]

## Obras
- Der metaphysische Grundgedanke der heraklitischen Philosophie, 1904.
- Prusianidad y socialismo (Preußentum und Sozialismus), Múnich, 1919.
- La decadencia de occidente (Der Untergang des Abendlandes. Umrisse einer Morphologie der Weltgeschichte en alemán. 1.er volumen Viena, 1918; 2.º volumen Múnich, 1922).
- Neubau des Deutschen Reiches, Múnich, 1924.
- Politische Pflichten der deutschen Jugend. Rede gehalten am 26. Februar 1924 vor dem Hochschulring deutscher Art in Innsbruck, Múnich, 1924.
- El hombre y la técnica. Contribución a una filosofía de la vida (Der Mensch und die Technik. Beitrag zu einer Philosophie des Lebens, Múnich, 1931)
- Escritos políticos (Politische Schriften), Múnich, 1932.
- Los años decisivos (Jahre der Entscheidung. Erster Teil. Deutschland und die weltgeschichtliche Entwicklung, Múnich, 1933.
- Cartas abiertas.